# Thérapné
Ne doit pas être confondu avec Dème de Therápnes.
Thérapné (en grec ancien Θεράπνη / Therapnê ou  au pluriel, Θεράπναι / Therapnai) est une ancienne ville de Laconie dépendant de Sparte, située sur la rive orientale de l'Eurotas, environ 10 km à l'est de Sparte.

## Site archéologique

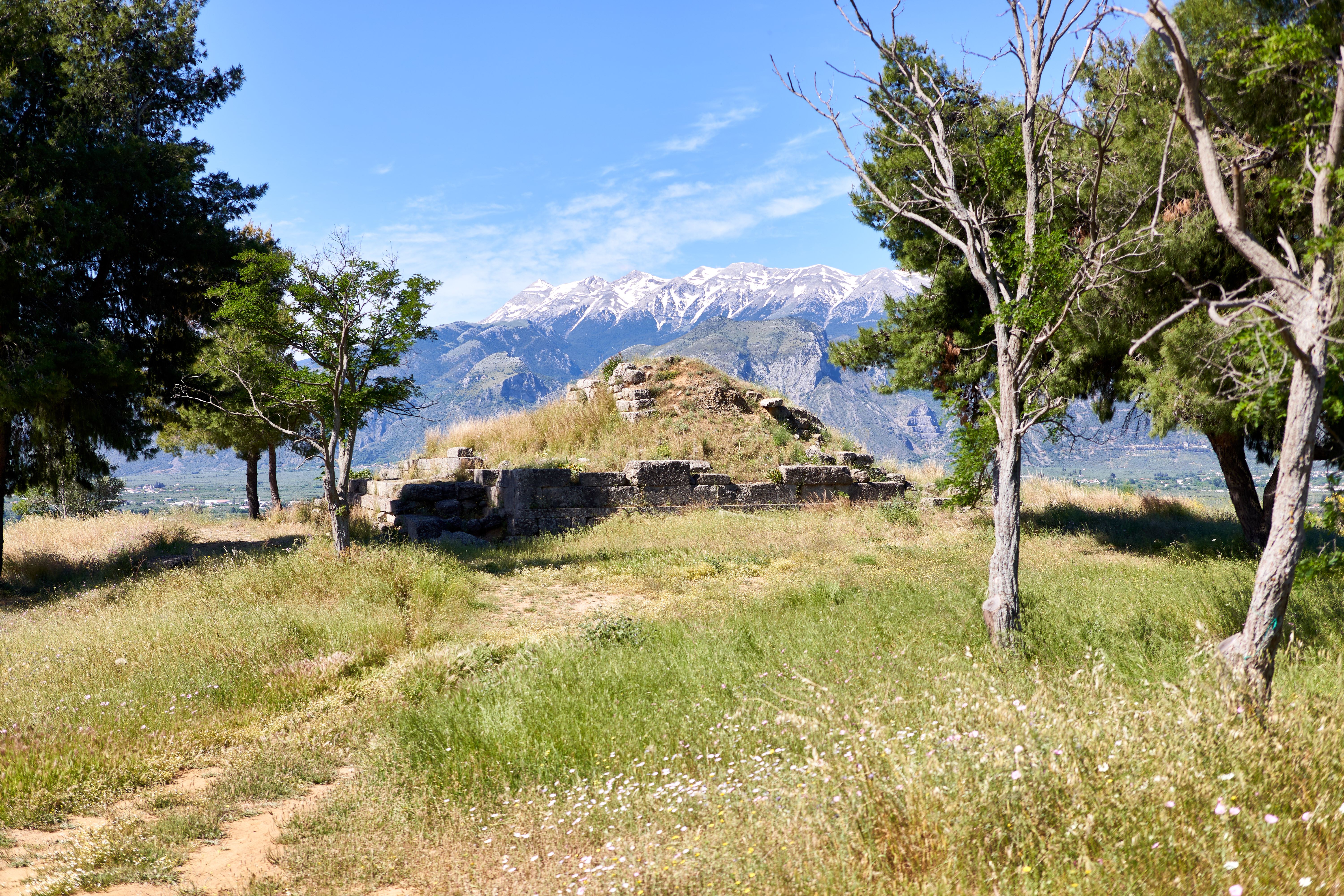
Sanctuaire de Ménélas et Hélène (« Ménélaion »), à Sparte, avec le mont Taygète en arrière-plan.

Selon la tradition, Ménélas et Hélène étaient enterrés là. Tous deux y avaient un autel, voire un hérôon (temple dédié à un héros), et y étaient vénérés. Le poète Alcman (VIIe siècle av. J.-C.) mentionne déjà le sanctuaire (Fgt. 14 Page), fréquemment appelé le « Ménélaion ». Les découvertes archéologiques (objets votifs) témoignent de même de l'existence du culte dès l'âge géométrique. Il persista jusqu'au IVe siècle av. J.-C.

## Littérature
La Dixième Néméenne de Pindare (v. 106) mentionne également la présence à Thérapné d'un culte aux Dioscures, Castor et Pollux, jumeaux de Zeus. C'était là également que les éphèbes spartiates sacrifiaient un chien en l'honneur d'Arès Ényalios.